# Wiktor Hambardsumjan

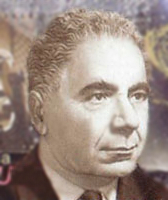
Wiktor Hambarzumjan

Wiktor Hamasaspi Hambardsumjan bzw. Ambarzumjan (armenisch Վիկտոր Համազասպի Համբարձումյան; russisch Виктор Амазаспович Амбарцумян / Wiktor Amasaspowitsch Ambarzumjan; englisch Viktor Ambartsumian; wissenschaftliche Transliteration Viktor Hambarjowmyan; * 5. Septemberjul. / 18. September 1908greg. in Tiflis, Gouvernement Tiflis, Russisches Kaiserreich; † 12. August 1996 in Bjurakan, Armenien) war ein armenischer und sowjetischer Astrophysiker und Astronom.
Der auch im Westen hoch angesehene Wissenschaftler schrieb neben zahlreichen Forschungsarbeiten auch populäre Artikel über die Kosmologie. Er war Materialist und Anhänger des dialektischen Materialismus.

## Arbeitsgebiete
Als Astrophysiker befasste sich Hambardsumjan zunächst mit Sternassoziationen und Modellen der Sternentwicklung, später auch mit Nebelflecken, Galaxien und der Kosmologie. Er hat in den 1950er Jahren die Theorie des aktiven Galaxienkerns eingeführt.
Wegen seiner wissenschaftlichen Verdienste, aber auch seiner Regierungsnähe wählte ihn das Astronomische Council der Sowjetischen Akademie der Wissenschaften zu seinem Präsidenten. In den 1970ern publizierte er über philosophische Fragen der Teilchenphysik und des dialektischen Materialismus.

## Karriere
Wiktor Hambardsumjan schloss sein Studium an der Staatlichen Universität Leningrad ab, arbeitete von 1928 bis 1931 mit Aristarch Belopolski am Pulkowo-Observatorium und war von 1934 bis 1943 Professor in Leningrad. 1946 gründete er das Astrophysikalische Observatorium von Bjurakan. Er entdeckte 1947 die Sternassoziationen und lieferte wesentliche Arbeiten zum Sternenaufbau, zu Novaausbrüchen und instabilen galaktischen Kernen. Er wurde Mitglied der Armenischen Akademie der Wissenschaften und war von 1947 bis 1993 ihr Präsident.
Er schrieb als erster ein Buch in Russland über theoretische Astrophysik und vertrat als erster die Auffassung, dass T-Tauri-Sterne astronomisch gesehen sehr jung sind.
Von 1961 bis 1964 war er Präsident der Internationalen Astronomischen Union.
In der Liste der „wichtigsten Personen des 20. Jahrhunderts“ des Time Magazine wurde Hambardsumjan 2000 in der Kategorie „Wichtigste Wissenschaftler und Denker“ auf Platz 3 unter den ersten zehn Persönlichkeiten gewählt.

## Politik
Hambardsumjan wurde 1940 Mitglied der KPdSU. Er war Abgeordneter im Obersten Sowjet der Armenischen SSR und im Obersten Sowjet der UdSSR.

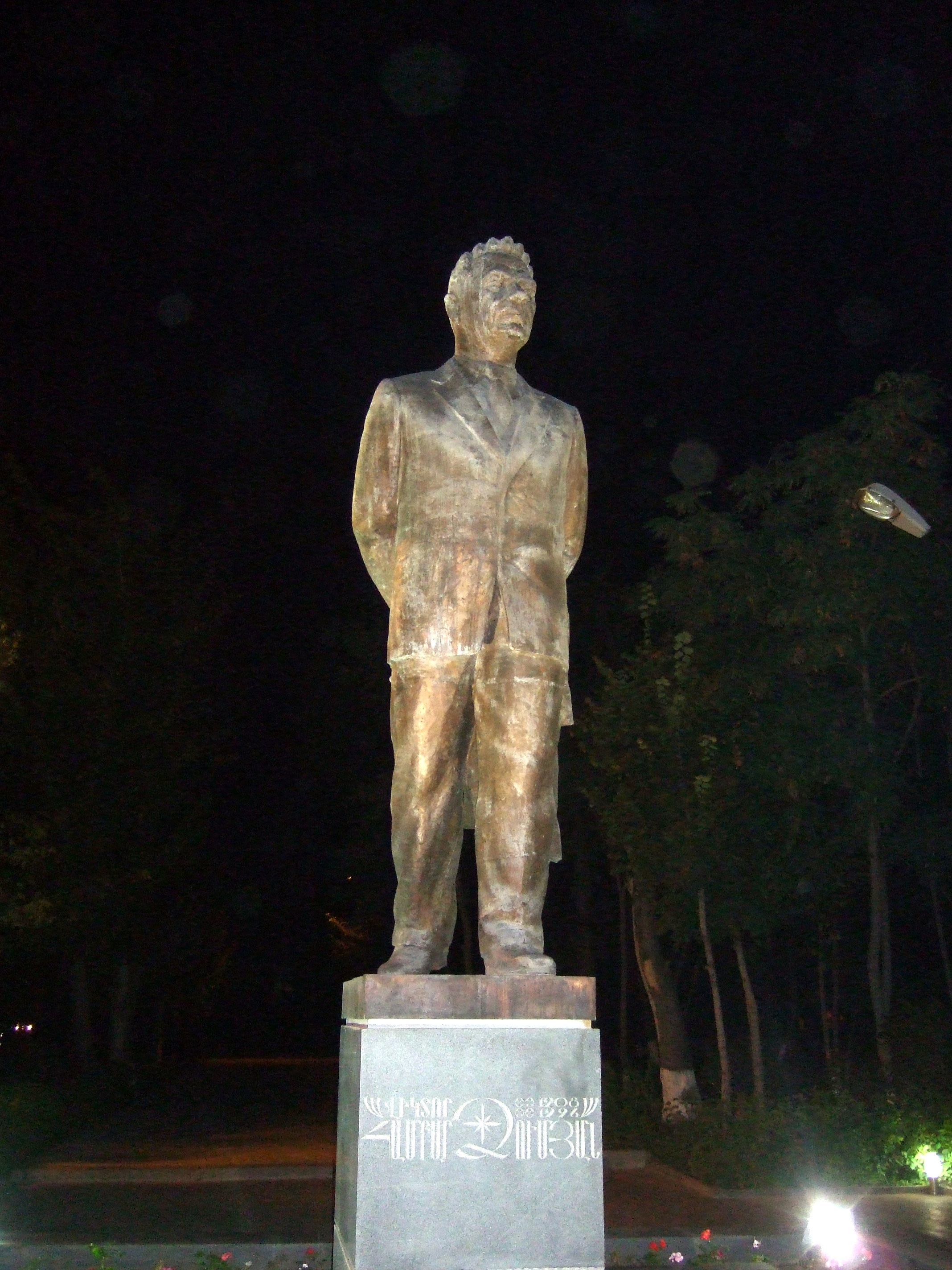
Denkmal im Jerewaner Observatorium

## Ehrungen
1957 wurde er zum korrespondierenden Mitglied der Deutschen Akademie der Wissenschaften zu Berlin gewählt; seit 1969 gehörte er dieser Akademie als auswärtiges Mitglied an.
1958 wurde er Mitglied der American Academy of Arts and Sciences sowie der Académie des sciences in Paris. 1959 wurde er zum Mitglied der Deutschen Akademie der Naturforscher Leopoldina und der National Academy of Sciences gewählt. 1968 wurde er Mitglied der Royal Society und 1970 wurde er Mitglied der Königlich Niederländische Akademie der Wissenschaften.
Der Asteroid (1905) Ambartsumian wurde nach ihm benannt. 1964 wurde ihm die Ehrenbürgerschaft der Stadt Leninakan verliehen, 1983 der Stadt Jerewan.

## Auszeichnungen
- 1946 Stalinpreis (und 1950)
- fünfmal Leninpreis (1945, 1958, 1968, 1975, 1978)[12]
- zweimal Orden des Roten Banners der Arbeit (1944, 1953)[12]
- 1956 Jules-Janssen-Preis
- 1960 Bruce Medal
- 1960 Goldmedaille der Royal Astronomical Society
- 1971 Lomonossow-Goldmedaille
- 1971 Helmholtz-Medaille der Akademie der Wissenschaften der DDR
- 1974 Cothenius-Medaille der Leopoldina
- zweimal Held der sozialistischen Arbeit (1968, 1978)[12]
- seit 1986 Namensgeber für den Gora Ambarcumjana, einen Berg in der Antarktis
- 1988 Ehrenzeichen der Sowjetunion[12]

## Wiktor-Hambardsumjan-Preis
Seit 2010 wird alle zwei Jahre von der Armenischen Akademie der Wissenschaften der mit 500.000 US-Dollar dotierte Wiktor-Hambardsumjan-Preis für Verdienste in der Astrophysik vergeben.

## Privates
Wiktor Hambardsumjan hatte vier Kinder. Sein Sohn Ruben Hambarzumjan ist Mathematiker, spezialisiert auf stochastische Geometrie, und Mitglied der Armenischen Akademie der Wissenschaften, sein Sohn Rafael Hambarzumjan ist Laser-Physiker.

## Schriften und Werke
- Das Weltall. J. A. Barth, Leipzig 1953
- Die Sternassoziationen und die Entstehung der Sterne. Akademie-Verlag, Berlin 1951
- Philosophische Probleme der Physik der Elementarteilchen. Mainz, München 1966
- Philosophische Probleme der modernen Kosmologie. Deutscher Verlag der Wissenschaften, Berlin 1965
- Probleme der modernen Kosmogonie. Akademie-Verlag, Berlin 1980
- Struktur und Formen der Materie, dialektischer Materialismus und moderne Naturwissenschaft. Deutscher Verlag der Wissenschaften, Berlin 1969
- Theoretische Astrophysik. Deutscher Verlag der Wissenschaften, Berlin 1957
- Selected papers: Stars, Nebulae and Galaxies. Editor G. Meylan, Cambridge Scientific Publishers, 2 Parts, 2006 (Advances in Astronomy and Astrophysics)